# 겨울
겨울은 온대 또는 냉대 지방의 사계절 중 하나이다. 겨울철, 동계(冬季), 동절(冬節), 동기(冬期)라고도 한다.
한대 지방에서도 일부 지역은 나타나며, 냉대의 경우 온대보다 더 춥다.
만일 겨울이 없어진다면 정체 불명의 해충들이 출현하여 생태계에 악영향을 미치게 된다.

## 정의

### 기상학에 따른 구분
기상학에서는 기온 변화에 따라 계절을 구분한다.
대한민국 기상청은 9일동안 일 평균기온이 5°C 미만 내려간 후, 다시 올라가지 않을 때, 그 첫번째 날을 겨울의 시작일로 정의한다.
이는 다음 같이 더 세분화한다.
- 초겨울, 늦겨울 : 일평균기온이 5°C 이하이고 일최저기온이 0°C 이하
- 한겨울 : 일평균기온이 0°C 이하이고 일최저기온이 -5°C 이하

### 일반적인 구분
- 북반구 : 12월, 1월, 2월[9][10]
- 남반구 : 6월, 7월, 8월

### 천문학에 따른 구분
천문학에서는 동지점(또는 동지, 12월 22일 경)에서 춘분점(또는 춘분, 3월 20일 경)까지를 말한다.

### 절기에 따른 구분
절기로는 입동(11월 7일 경)에서 입춘(2월 4일 경)까지를 말한다. (약 90일간이다. 아래에 언급된 기상학적 겨울 참고)

## 나라별 현황

### 대한민국
대한민국 기상청에서는 상기에서 언급한 것처럼, 겨울의 시작일을 9일간 일평균 기온의 평균값이 5°C 미만으로 내려간 뒤 다시 올라가지 않은 첫날로 정의한다.
이 기준으로 전국 6개 지점 (강릉, 대구, 목포, 부산, 서울, 인천) 과 서울의 30년 단위, 10년 단위 평균 겨울 시작일과 종료일, 그리고 길이 (기간) 를 보면, 다음과 같다.
- 전국 6개 지점 (강릉, 대구, 목포, 부산, 서울, 인천)의 30년 단위 겨울 시작일, 종료일, 길이 (기간)

| 순번 | 연도            | 시작일 ~ 종료일      | 기간  | 비율  |
| ---- | --------------- | -------------------- | ----- | ----- |
| 1    | 1912년 ~ 1940년 | 11월 29일 ~ 3월 17일 | 109일 | 29.9% |
| 2    | 1921년 ~ 1950년 | 11월 29일 ~ 3월 17일 | 109일 | 29.9% |
| 3    | 1931년 ~ 1960년 | 11월 30일 ~ 3월 15일 | 106일 | 29.0% |
| 4    | 1941년 ~ 1970년 | 11월 30일 ~ 3월 13일 | 104일 | 28.5% |
| 5    | 1951년 ~ 1980년 | 12월 1일 ~ 3월 14일  | 104일 | 28.5% |
| 6    | 1961년 ~ 1990년 | 11월 29일 ~ 3월 11일 | 103일 | 28.2% |
| 7    | 1971년 ~ 2000년 | 12월 1일 ~ 3월 7일   | 97일  | 26.6% |
| 8    | 1981년 ~ 2010년 | 12월 3일 ~ 3월 6일   | 94일  | 25.8% |
| 9    | 1991년 ~ 2020년 | 12월 4일 ~ 2월 28일  | 87일  | 23.8% |

- 서울의 30년 단위 겨울 시작일, 종료일, 길이 (기간)

| 순번 | 연도            | 시작일 ~ 종료일      | 기간  | 비율  |
| ---- | --------------- | -------------------- | ----- | ----- |
| 1    | 1911년 ~ 1940년 | 11월 18일 ~ 3월 22일 | 125일 | 34.2% |
| 2    | 1921년 ~ 1950년 | 11월 20일 ~ 3월 23일 | 124일 | 34.0% |
| 3    | 1931년 ~ 1960년 | 11월 24일 ~ 3월 21일 | 118일 | 32.3% |
| 4    | 1941년 ~ 1970년 | 11월 24일 ~ 3월 22일 | 119일 | 32.6% |
| 5    | 1951년 ~ 1980년 | 11월 22일 ~ 3월 19일 | 118일 | 32.3% |
| 6    | 1961년 ~ 1990년 | 11월 21일 ~ 3월 16일 | 116일 | 31.8% |
| 7    | 1971년 ~ 2000년 | 11월 22일 ~ 3월 14일 | 113일 | 31.0% |
| 8    | 1981년 ~ 2010년 | 11월 24일 ~ 3월 11일 | 108일 | 29.6% |
| 9    | 1991년 ~ 2020년 | 11월 24일 ~ 3월 11일 | 108일 | 29.6% |

- 전국 6개 지점 (강릉, 대구, 목포, 부산, 서울, 인천)의 10년 단위 겨울 시작일, 종료일, 길이 (기간)

| 순번 | 연도            | 시작일 ~ 종료일      | 기간  | 비율  |
| ---- | --------------- | -------------------- | ----- | ----- |
| 1    | 1912년 ~ 1920년 | 11월 30일 ~ 3월 16일 | 107일 | 29.3% |
| 2    | 1921년 ~ 1930년 | 11월 28일 ~ 3월 18일 | 111일 | 30.4% |
| 3    | 1931년 ~ 1940년 | 11월 29일 ~ 3월 18일 | 110일 | 30.1% |
| 4    | 1941년 ~ 1950년 | 11월 30일 ~ 3월 13일 | 104일 | 28.5% |
| 5    | 1951년 ~ 1960년 | 12월 2일 ~ 3월 14일  | 103일 | 28.2% |
| 6    | 1961년 ~ 1970년 | 11월 29일 ~ 3월 13일 | 105일 | 28.8% |
| 7    | 1971년 ~ 1980년 | 12월 1일 ~ 3월 14일  | 104일 | 28.5% |
| 8    | 1981년 ~ 1990년 | 11월 28일 ~ 3월 9일  | 102일 | 27.9% |
| 9    | 1991년 ~ 2000년 | 12월 2일 ~ 3월 1일   | 90일  | 24.7% |
| 10   | 2001년 ~ 2010년 | 12월 5일 ~ 3월 7일   | 93일  | 25.5% |
| 11   | 2011년 ~ 2020년 | 12월 2일 ~ 2월 26일  | 87일  | 23.8% |

- 서울의 10년 단위 겨울 시작일, 종료일, 길이 (기간)

| 순번 | 연도            | 시작일 ~ 종료일      | 기간  | 비율  |
| ---- | --------------- | -------------------- | ----- | ----- |
| 1    | 1911년 ~ 1920년 | 11월 17일 ~ 3월 28일 | 132일 | 36.2% |
| 2    | 1921년 ~ 1930년 | 11월 17일 ~ 3월 23일 | 127일 | 34.8% |
| 3    | 1931년 ~ 1940년 | 11월 22일 ~ 3월 23일 | 122일 | 33.4% |
| 4    | 1941년 ~ 1950년 | 11월 24일 ~ 3월 23일 | 120일 | 32.9% |
| 5    | 1951년 ~ 1960년 | 11월 25일 ~ 3월 18일 | 114일 | 31.2% |
| 6    | 1961년 ~ 1970년 | 11월 23일 ~ 3월 25일 | 123일 | 33.7% |
| 7    | 1971년 ~ 1980년 | 11월 19일 ~ 3월 17일 | 119일 | 32.6% |
| 8    | 1981년 ~ 1990년 | 11월 23일 ~ 3월 13일 | 111일 | 30.4% |
| 9    | 1991년 ~ 2000년 | 11월 23일 ~ 3월 6일  | 104일 | 28.5% |
| 10   | 2001년 ~ 2010년 | 11월 30일 ~ 3월 11일 | 102일 | 27.9% |
| 11   | 2011년 ~ 2020년 | 11월 23일 ~ 3월 11일 | 109일 | 29.9% |

## 사진

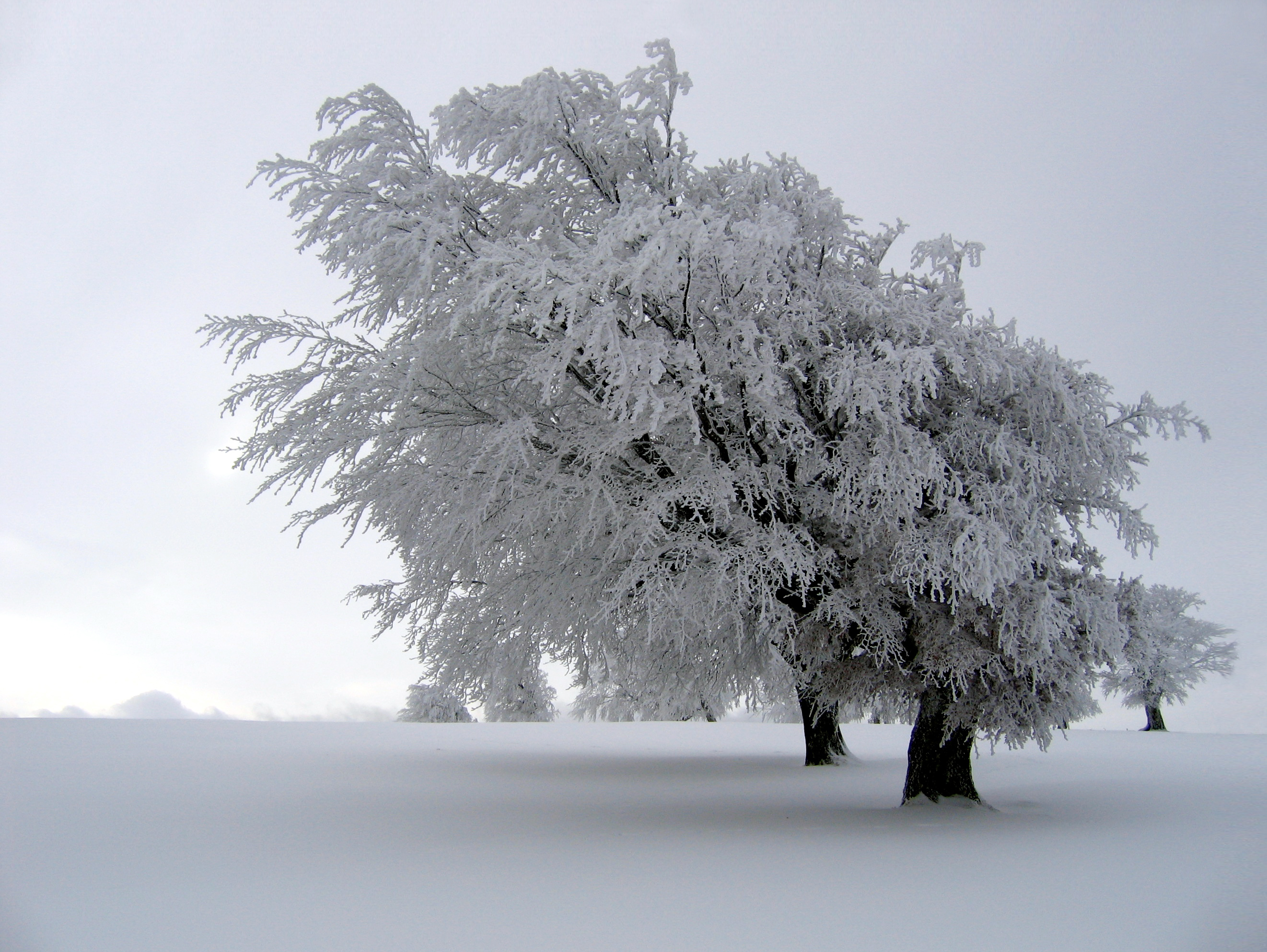
눈이 쌓인 나무
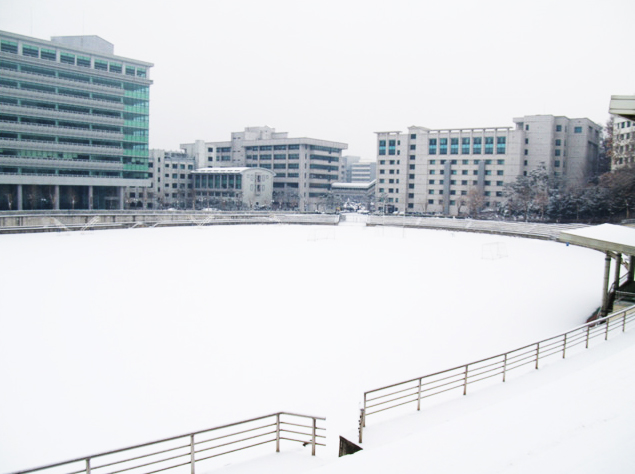
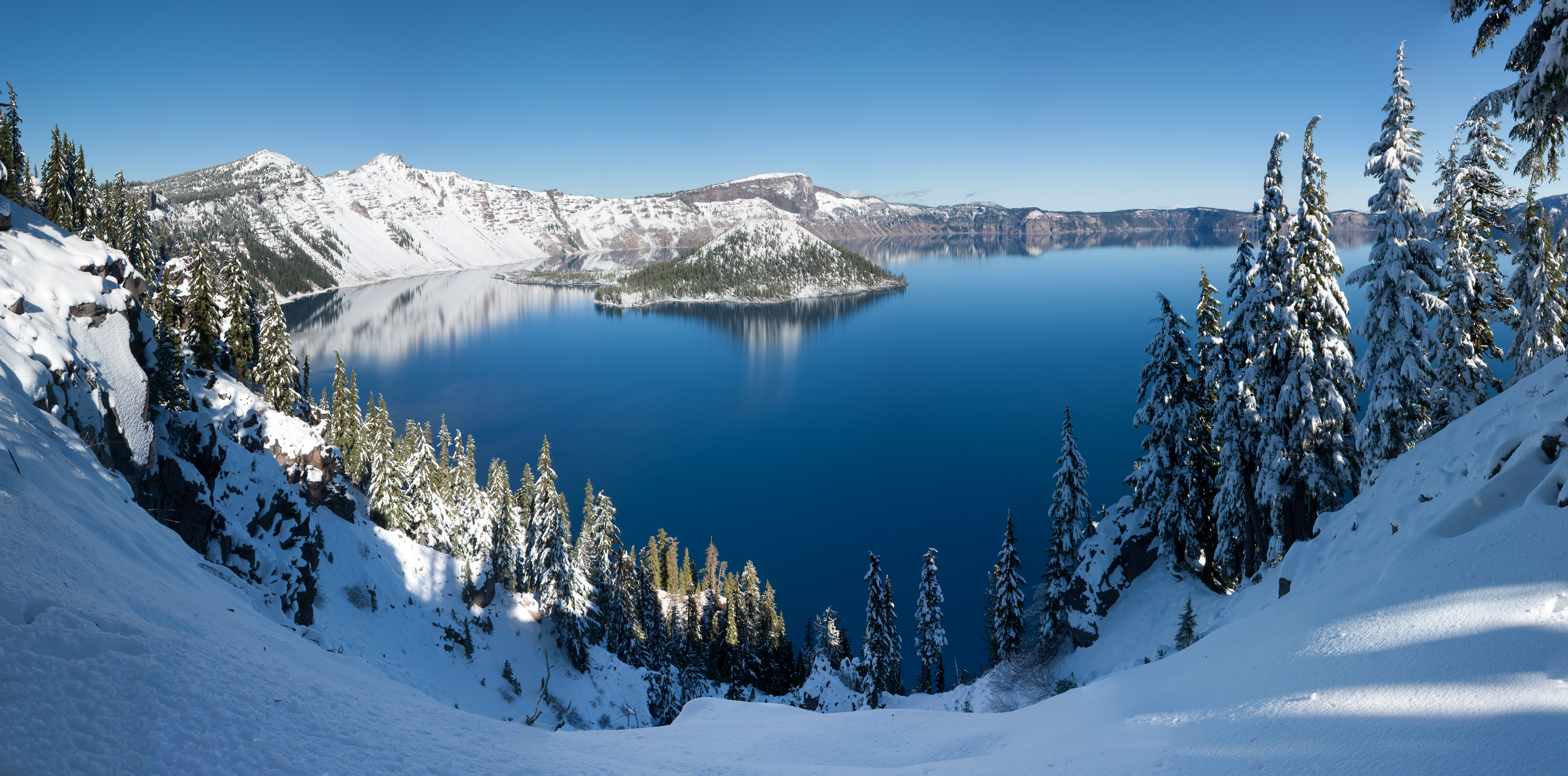
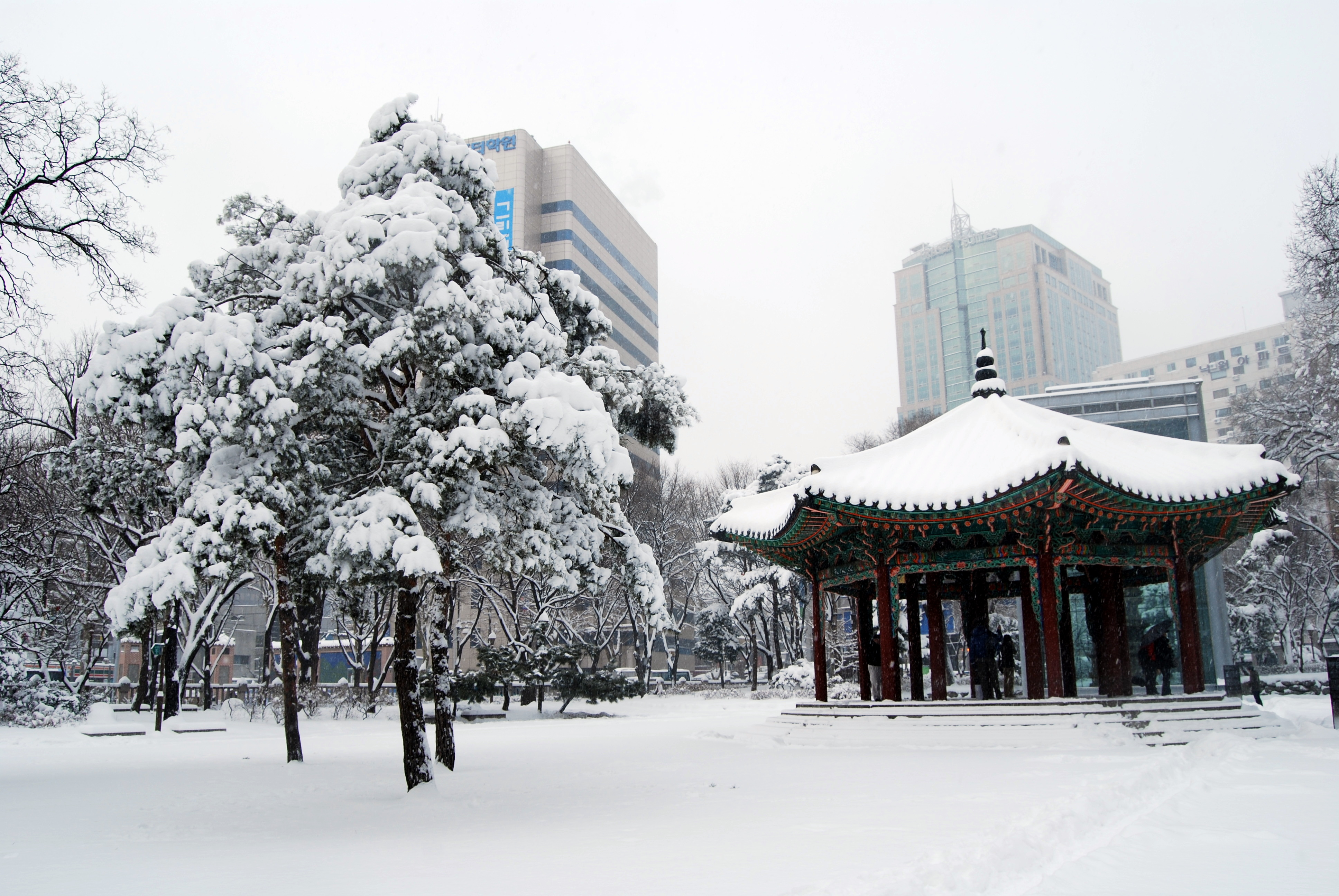
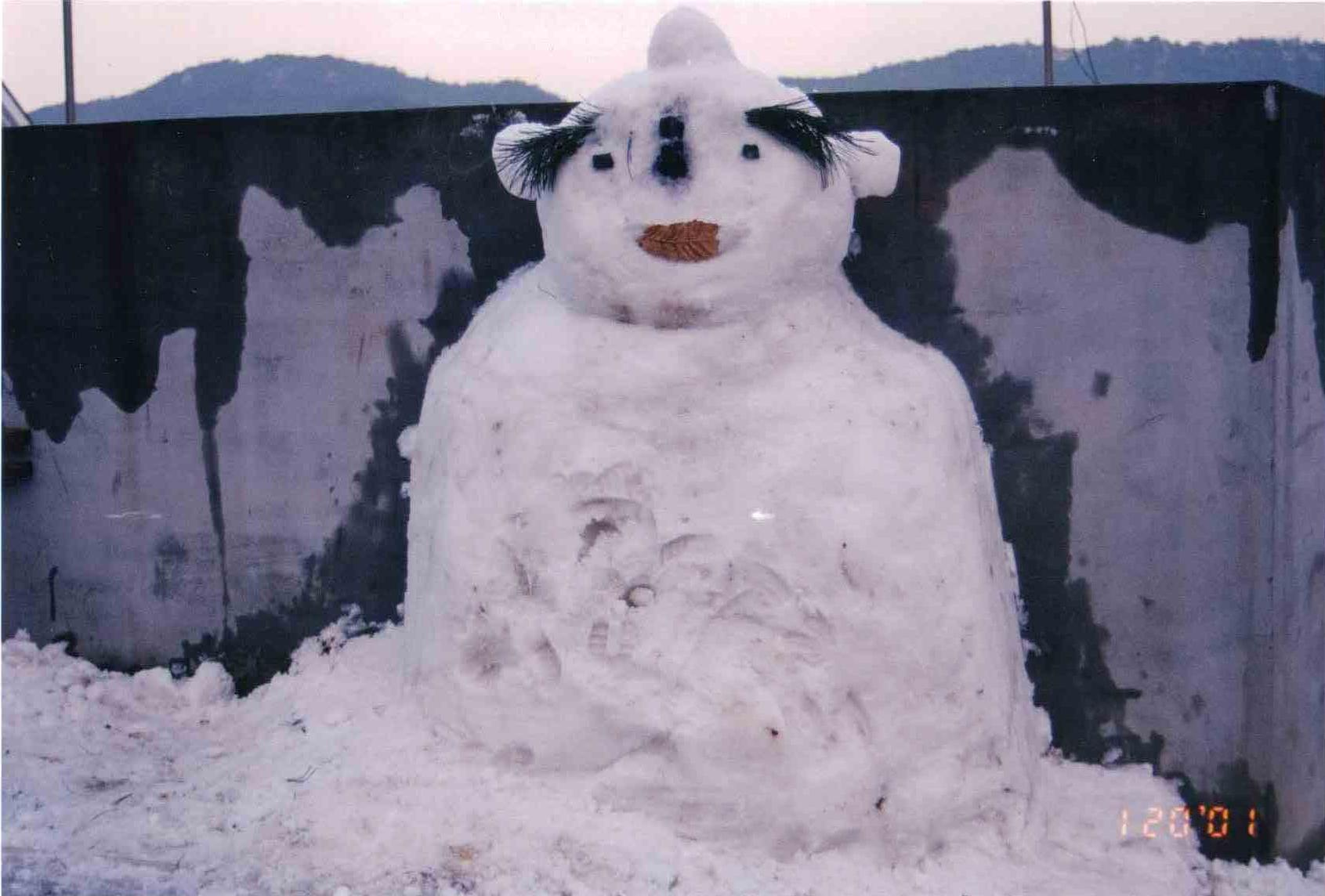
눈사람
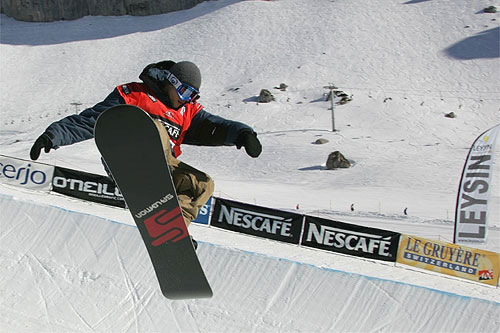
스노보드
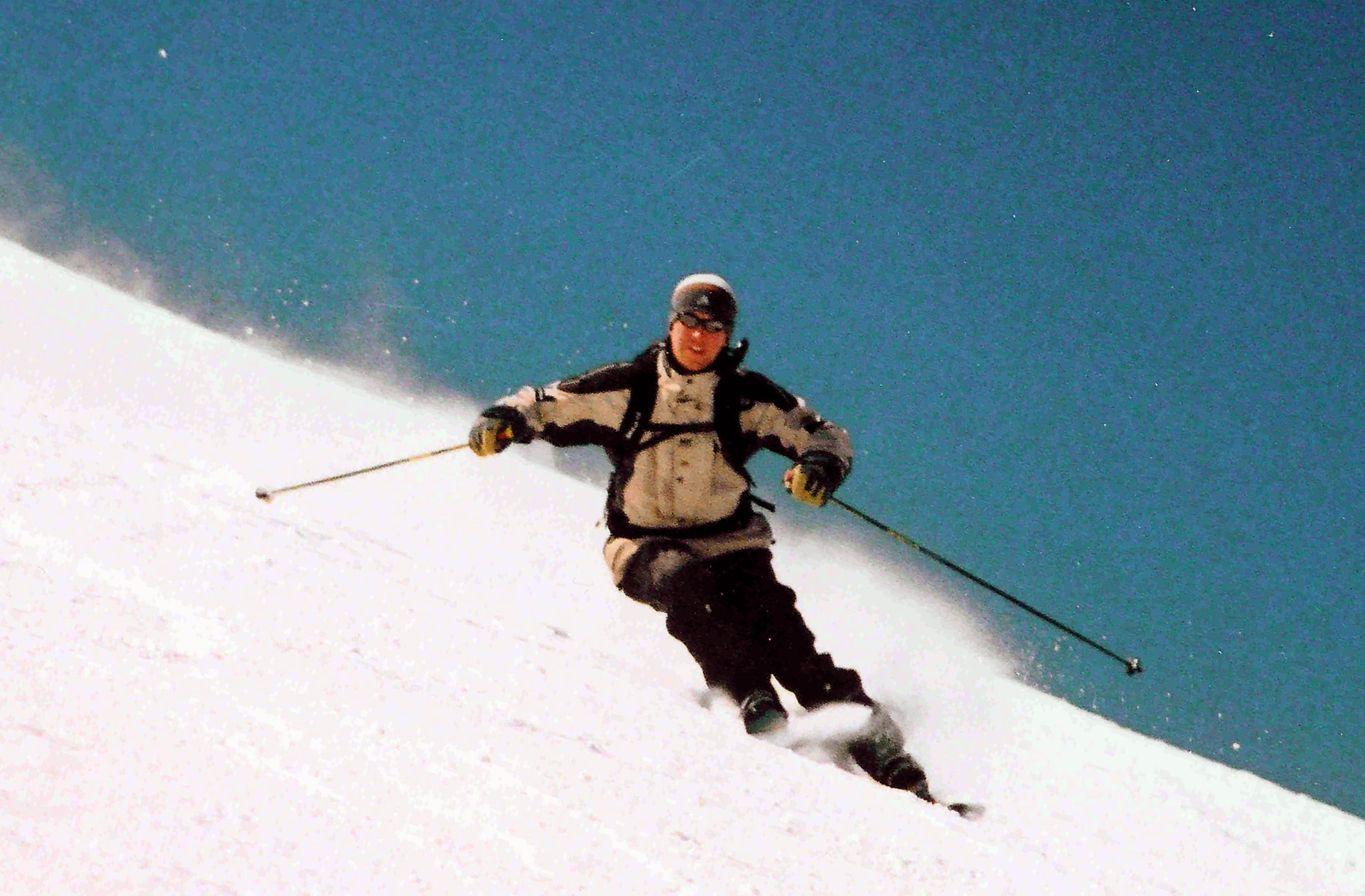
스키
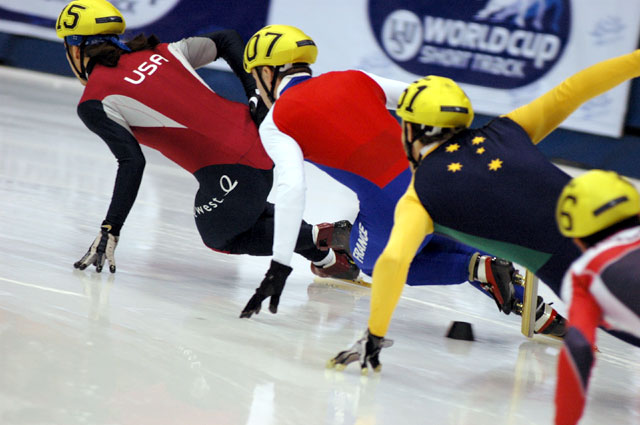
쇼트트랙

## 같이 보기
- 한파
- 지구 한랭화
- 핵겨울
- 화산 겨울
- 겨울의 대육각형
- 겨울잠
- 겨울 전쟁
- 동지
- 겨울 방학
- 동계 올림픽
- 크리스마스
- 새해
- 설날
- 발렌타인데이